# Silinaïta
La silinaïta és un mineral de la classe dels silicats. El seu nom fa referència a la seva composició química: silici (Si), liti (Li) i sodi (Na).

## Característiques
La silinaïta és un silicat de fórmula química NaLiSi₂O₅·2H₂O. Cristal·litza en el sistema monoclínic. Els cristalls són tabular o prismàtics, de fins a 2 mm; també es pot trobar en agrupaments fibrosos, de forma terrosa o guixosa. La seva duresa a l'escala de Mohs és 4,5.
L'exemplar que va servir per a determinar l'espècie, el que es coneix com a material tipus, es troba conservat al: Museu Canadenc de la Natura d'Ottawa.
Segons la classificació de Nickel-Strunz, la silinaïta pertany a «09.EF - Fil·losilicats amb xarxes senzilles amb 6-enllaços, connectades per M[4], M[8], etc.» juntament amb els següents minerals: petalita, sanbornita, searlesita, kanemita i yakovenchukita-(Y).

## Formació i jaciments
La silinaïta va ser descoberta a la pedrera Poudrette, a Mont Saint-Hilaire (Montérégie, Quebec, Canadà) en xenòlits de sodalita i sienita en nefelina en un complex intrusiu alcalí de gabre-sienita.